# Ostřice prstnatá
Ostřice prstnatá (Carex digitata) je druh jednoděložné rostliny z čeledi šáchorovité (Cyperaceae).

## Popis
Jedná se o rostlinu dosahující výšky nejčastěji 10–30 cm. Je vytrvalá, trsnatá s krátkými oddenky. Listy jsou střídavé, přisedlé, s listovými pochvami. Lodyha je trojhranná, nahoře trochu drsná, delší než listy. Čepele jsou asi 2–5 mm široké, ploché. Bazální pochvy jsou nachové, vláknitě rozpadavé. Ostřice prstnatá patří mezi různoklasé ostřice, nahoře jsou klásky čistě samčí, dole čistě samičí. Klásky jsou dosti sblížené, samčí klásek bývá pouze 1, samičích bývá 2–3, jsou chudokvěté, obsahují nejčastěji pouhých 4–10 květů. Dolní samičí klásek je 10–25 mm dlouhý s 1–3 cm dlouhou stopkou. Podobná ostřice ptačí nožka má dolní samičí klásek jen 4-8 mm dlouhý a jeho stopka je jen 0,5 cm dlouhá. Okvětí chybí. V samčích květech jsou zpravidla 3 tyčinky. Čnělky jsou většinou 3. Plodem je mošnička, která je asi 3-4, vzácněji až 4,5 mm dlouhá (ostřice ptačí nožka má mošničky jen 2,5–3 mm dlouhé), tupě trojhranná, hnědá a pýřitá, bezžilnatá na vrcholu zúžená do krátkého nezřetelně dvouzubého zobánku. Každá mošnička je podepřená plevou, která je hnědá se zeleným kýlem a s bělavým lemem. Kvete nejčastěji v dubnu až v květnu. Počet chromozómů: 2n=52 nebo 54.

## Rozšíření
Ostřice prstnatá roste skoro v celé v Evropě, kromě severní Skandinávie, na jihu a jihozápadě Evropy roste jen málo. Carex digitata subsp. quadriflora se vyskytuje ve východní Číně a v Japonsku. Mapka rozšíření viz zde: .

## Rozšíření v Česku
V ČR roste celkem běžně od nížin do hor, zvláště častá je v karpatské části Moravy. Najdeme ji hlavně v listnatých lesích, zvláště v květnatých bučinách sv. Fagion a v dubohabřinách sv. Carpinion.
V ČR jsou rozlišovány 2 variety. Ostřice prstnatá pravá (Carex digitata var. digitata) má plevy samičích květů spíše hnědé, jen na vrcholu úzce bělomázdřitě lemované. Pochvy horního lodyžního listu a dolního listenu má nachově hnědé. Pak je rozlišována ostřice prstnatá bledoplavá (Carex digitata subsp. pallens), někdy uváděná jako samostatný druh Carex pallens (Fristedt) Harmaja. Plevy má široce bělavě lemované a bělavý pruh je mi mezi středním zeleným žebrem a hnědou plochou a pochvy horního lodyžního listu a dolního listenu má kromě okraje světle zelené. Tato varieta je pratrně hojnější v Čechách než na Moravě.

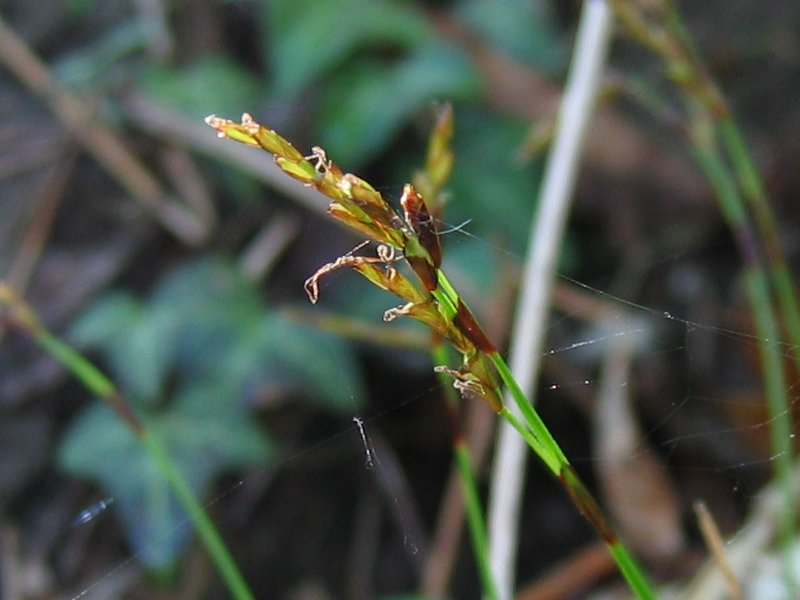
detail květenství